# Neostylopyga maculifrons
Neostylopyga maculifrons es una especie de cucaracha del género Neostylopyga, familia Blattidae.

## Distribución
Esta especie se encuentra en isla Nueva Guinea.